# アリ・アクバル・オスタッド＝アサディ
アリ・アクバル・オスタッド＝アサディ（Ali Akbar Ostad-Asadi、1965年9月17日 - ）は、イランの元サッカー選手。元イラン代表。ポジションはディフェンダー。

## 来歴
1996年にイラン代表デビュー。AFCアジアカップ1996では4試合に出場、3位となった。1998 FIFAワールドカップ・アジア予選では12試合に出場、5大会ぶりのワールドカップ出場権を獲得した。1998 FIFAワールドカップではメンバーに選ばれたが、出場機会は無かった。イラン代表で通算33試合に出場した。

## 代表歴

### 出場大会
- イラン代表
  - 1998 FIFAワールドカップ

### 試合数
- 国際Aマッチ 33試合 0得点（1996年-1998年）[1]

| イラン代表 | 国際Aマッチ | 国際Aマッチ |
| 年         | 出場        | 得点        |
| ---------- | ----------- | ----------- |
| 1996       | 18          | 0           |
| 1997       | 14          | 0           |
| 1998       | 1           | 0           |
| 通算       | 33          | 0           |